# Fiserv
Fiserv, Inc.（/faɪˈsərv/）是美国一家金融数据服务公司，为各大银行、信用社和金融公司提供服务。它是美国最大的金融数据服务公司之一。
该公司成立于1984年7月31日，由Sunshine State Systems和First Data Processing合并而成，1986年上市。
2019年1月17日Fiserv以換股方式，斥資220億美元收購支付服務商First Data，合併後Fiserv原股東將佔新公司57.5%權益，First Data股東則佔其餘42.5%權益